# Kunsthochschule Oslo

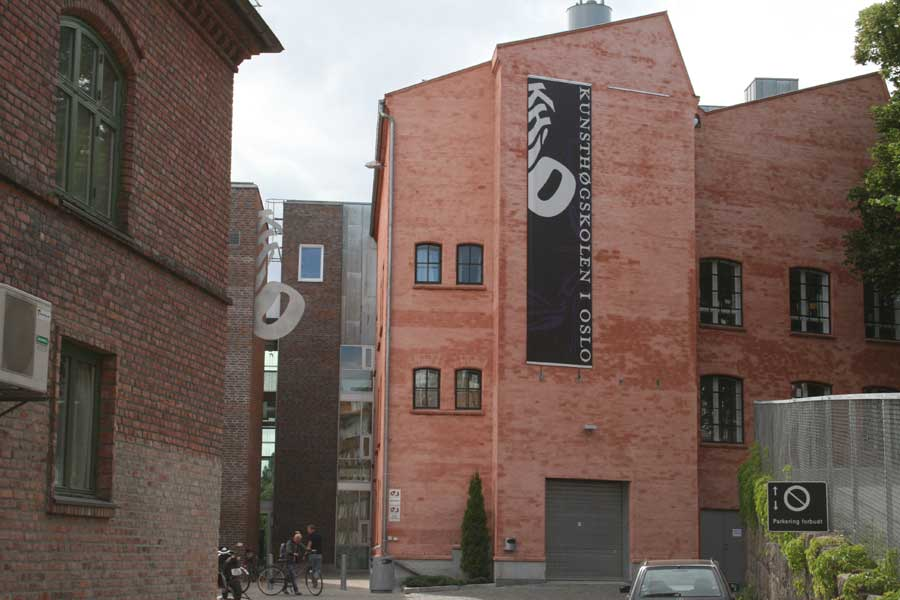
Gebäude der Kunsthochschule

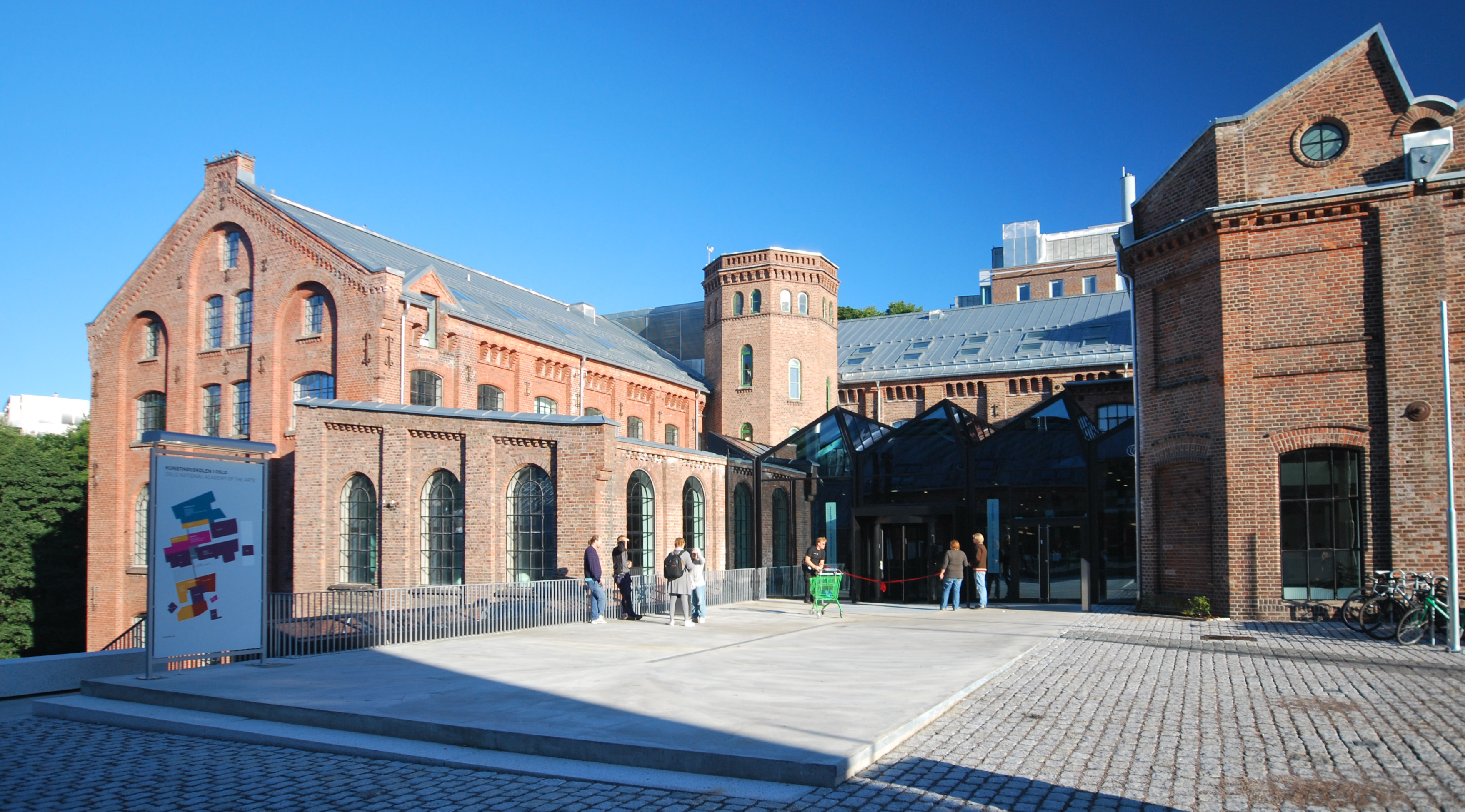
Eingangsbereich

Die Kunsthochschule Oslo (norwegisch Kunsthøgskolen i Oslo, KHiO) ist eine Kunsthochschule in der norwegischen Hauptstadt Oslo. Sie ist die größte des Landes und entstand 1996 aus dem Zusammenschluss mehrerer Schulen. Rektorin ist seit 2023 die Architektin Marianne Skjulhaug.

## Geschichte
Die Kunsthochschule entstand im Jahr 1996 aus dem Zusammenschluss der Norwegischen Hochschule für Handwerk und Kunst (Statens håndverks- og kunstindustriskole), die 1818 gegründet worden war, der 1909 gegründeten Kunstakademie (Statens kunstakademi), der 1952 gegründeten Theaterhochschule (Statens teaterhøgskole), der 1964 gegründeten Opernhochschule (Statens operahøgskole) und der Balletthochschule (Statens balletthøgskole) aus dem Jahr 1979.
Die Planungen zur Zusammenlegung begannen im Jahr 1992. Im Jahr 1994 sprach sich die Regierung Brundtland III für die Fusion aus, im Herbst 1995 beschloss das norwegische Nationalparlament Storting die Zusammenlegung. Auf Seite der Studierenden und der Leitung der fusionierten Hochschulen führten die Pläne teilweise zu Protesten. Die Vorgängerhochschulen existierten formell schließlich bis zum 1. August 1996.
Die Verwaltung sowie der Theaterbereich bezog im Jahr 2003 das Gelände der Christiania seilduksfabrikk, einer ehemaligen Segeltuchfabrik am Ufer der Akerselva in Grünerløkka. Im Jahr 2010 wurden auch die weiteren Bereiche der Hochschule dort untergebracht, womit erstmals die gesamte Kunsthochschule an einem Ort vereint war. Das Areal hat etwa eine Fläche von 43.000 m².

## Studienangebot
Die Kunsthochschule bietet Bachelor- und Masterabschlüsse an. Des Weiteren gibt es Jahresstudien. Unterteilt wird in Kunst und Handwerk, Tanz, Design, bildende Kunst, Oper und Theater. In den einzelnen Bereichen werden jeweils verschiedene Studiengänge angeboten. Die Hochschule ist eine öffentliche Hochschule mit etwa 500 Studierenden.